# Remote Data Objects
Remote Data Objects（RDO）は、Windows 95 以降のマイクロソフトのオペレーティングシステムでの Visual Basic アプリケーションでかつて使われていたデータアクセス用APIである。データベースへの接続、クエリ、ストアドプロシージャ、結果の操作、更新のコミットなどが含まれる。リモートマシン上の Open Database Connectivity (ODBC) データソースと直接やり取りするインタフェースを構築でき、複雑なODBC APIを使う必要がなくなる。
Remote Data Objects は Visual Basic のバージョン4、5、6に含まれていた。最終バージョンは RDO 2.0。